# Kirumpää
Kirumpää är en ort i Estland. Den ligger i Võru kommun och landskapet Võrumaa, i den södra delen av landet, 220 km sydost om huvudstaden Tallinn. Kirumpää ligger 75 meter över havet och antalet invånare är 138.
Terrängen runt Kirumpää är platt. Runt Kirumpää är det glesbefolkat, med 18 invånare per kvadratkilometer. Närmaste större samhälle är Võru, 4,1 km söder om Kirumpää. Omgivningarna runt Kirumpää är en mosaik av jordbruksmark och naturlig växtlighet.